# سالتر

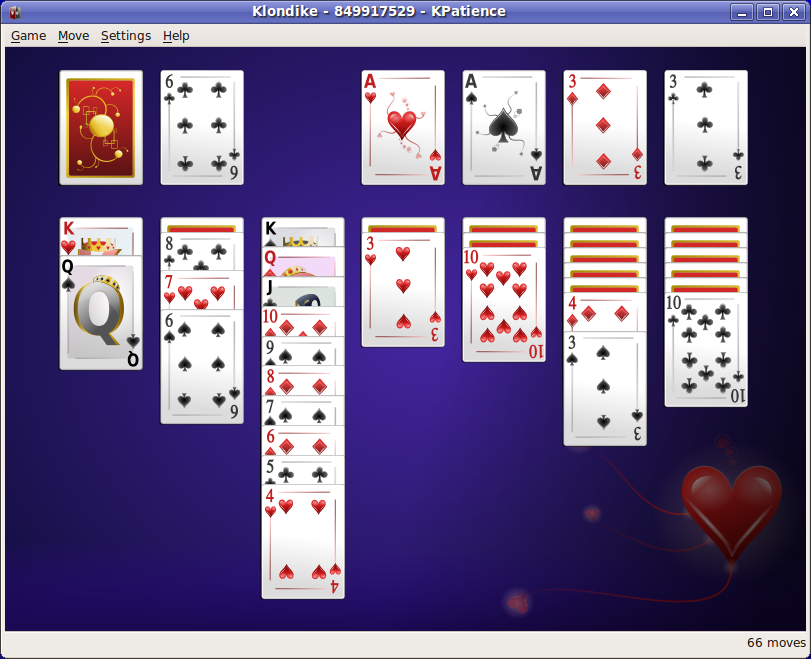
کلوندایک از مشهورترین بازی‌های تک‌نفره دنیا است.

سالِتِر (به انگلیسی: Solitaire) به هر گونه ورق‌بازی و سرگرمی رومیزی گفته می‌شود که می‌تواند توسط یک تن بازی شود. اصطلاح «یک تنه» (solitaire) هم چنین برای هر گونه بازی تکی با نیاز به تمرکز و مهارت، نیز کاربرد دارد و ساختار آن به صورت تک نفره انجام می‌شود. البته برخی بازی‌های سالِتِر به صورت چندنفره و به صورت رقابتی است. هدف مشترک اکثر این بازی‌ها مرتب کردن کارت‌ها براساس یک نظم مشخص یا بیرون انداختن کارت‌ها به صورت زوجی است. فهرست برخی از محبوب‌ترین بازی‌های تک‌نفره سالِتِر به شرح زیر است:
- Klondike
- FreeCell
- Spider
- Pyramid
- Aces Up
- Golf
- Poker squares
- Tri Peaks
- Beleaguered Castle
- Yukon
- Forty Thieves
- Canfield

همچنین فهرست برخی بازی‌های محبوب چندنفره سالِتِر به شرح زیر است:
- Russian bank (Crapette)
- Spit
- Speed
- Spite and malice